# 密點石鮰
密點石鮰為輻鰭魚綱鯰形目北美鯰科的其中一種，分布於北美洲加拿大及美國伊利湖、密西根湖、俄亥俄河、密西西比河、田納西河等流域，體長可達13公分，棲息在沙石底質的溪流，屬肉食性，以水生昆蟲等為食。

## 擴展閱讀
維基物種上的相關：密點石鮰